# Dara, Buzău
Dara (în trecut, Muscelul Dării de Sus) este un sat în comuna Pietroasele din județul Buzău, Muntenia, România. Dara se află în zona de est a comunei, pe valea pârâului Dara⁠(d), mai jos de Câlțești și mai sus de DJ205.